# 6102 Вісбю
6102 Вісбю (6102 Visby) — астероїд головного поясу, відкритий 21 березня 1993 року.
Тіссеранів параметр щодо Юпітера — 3,395.
Названо на честь Вісбю найбільшого міста і адміністративного центру шведського острова Ґотланд.